# Hønefoss (stacja kolejowa)
Hønefoss – stacja kolejowa w Hønefoss, w gminie Ringerike w regionie Buskerud w Norwegii, jest oddalona od Oslo o 89,57 km i 113 km od Drammen.

## Położenie
Jest końcową stacją linii Randsfjordbanen, ponadto leży na linii Bergensbanen. Leży na wysokości 127 m n.p.m. Nowy budynek stacji został oddany do użytku w roku 1998.

## Ruch pasażerski
Stacja obsługuje bezpośrednie połączenia do Kongsvinger, Bergen, Oslo S i Drammen.

## Obsługa pasażerów
Odprawa podróżnych w pociągu. Poczekalnia, telefon publiczny, ułatwienia dla niepełnosprawnych, parking 40 miejsc, punkt obsługi niemowkąt, parking rowerowy, kiosk, automat z żywnością, przystanek autobusowy, postój taksówek.